# Klitemnestra
Klitemnestra (grč. Κλυταιμνήστρα, Klutaimnếstra) u grčkoj mitologiji kraljica je Mikene Agamemnonova je žena, Elektrina, Ifigenijina i Orestova majka.

## Etimologija
Klitemnestrino ime dolazi od grčkih riječi κλυτος, klytos = "slavan", "plemenit" te μνηστρια, mnestria = "prosac", "udvarač".

## Mitologija

### Život
Klitemnestra je bila Tindarejeva i Ledina kći, a prema legendi o Ledi možda dijelom i Zeusov potomak. Naime, iz Ledinih su jaja izašli: Kastor i Polideuk iz jednog jajeta te Helena i Klitemnestra iz drugog.
Klitemnestrin prvi muž bio je Tantal, kralj Pize u zapadnom Peloponezu. Ubio ga je Agamemnon koji je potom učinio Klitemnestru svojom ženom.

### Motivi za ubojstvo
Agamemnon je vodio grčke snage usred Trojanskog rata do Troje, ali su ga na putu stalno usporavali slabi vjetrovi. Bogovi su mu rekli da će se vjetrovi vratiti ako žrtvuje svoju kćer Ifigeniju boginji Artemidi. Uvjerio je Klitemnestru da pošalje Ifigeniju rekavši joj da je cilj njezina dolaska da se uda za Ahileja. Kad je Ifigenija stigla, žrtvovana je. Ova izdaja bila je djelomični motiv za nadolazeće Klitemnestrino ubojstvo.
Dok je Agamemnon bio odsutan, Klitemnestra je započela aferu s Egistom, rođakom svoga muža, a zajedno su imali kćer Erigonu.  Ne zna se je li Klitemnestru Egist zaveo ili je svojevoljno prevarila muža. No bez obzira na to, zajedno su kovali urotu i planirali ubojstvo njezina muža. Kad se Agamemnon vratio iz Troje, sa sobom je doveo princezu Kasandru kao svoju priležnicu, što je izazvalo veliku Klitemnestrinu ljubomoru i postalo drugi motiv za ubojstvo.

### Ubojstvo Agamemnona
Pri njegovu dolasku, ušao je u palaču na banket, a Kasandra je ostala u kočiji. Tad su Klitemnestra/Egist ispunili svoj plan (najčešće izvori govore o ubojstvu sjekirom). Postoji nekoliko inačica ubojstva: Klitemnestra ubija Agamemnona sama, Egist sam ubija Agamemnona, a posljednja govori da su to učinili zajedno. Prema nekim izvorima, Kasandra nije ubijena s Agamemnonom, nego je napustila Mikenu neozlijeđena. Također, kao jedna od pokretačkih snaga ubojstva, Klitemnestrina narav varira od izvora do izvora: Homerova je Klitemnestra slaba i podložna, a Eshilova manipulativna i okrutna.
U međuvremenu je proročica Kasandra predvidjela svoje i Agamemnonovo ubojstvo. Njezini pokušaji da to spriječe propali su (Apolon ju je prokleo tako da nitko ne vjeruje njezinim proročanstvima) te je, kad je čula Agamemnonov vrisak, potrčala u palaču, a Klitemnestra ju je ubila. 
Nakon ubojstava, Egist je preuzeo Agamemnonovo mjesto i vladao s Klitemnestrom.

### Smrt
Osam godina poslije, Orest se vratio iz Atene sa svojom sestrom Elektrom te osvećuje svog oca ubivši svoju majku Klitemnestru.

## Vanjske poveznice
- Klitemnestra u grčkoj mitologiji (engl.)